# Khaled Khalaf
Khaled Khalaf Matar (Kuwait City, 15 agosto 1983) è un ex calciatore kuwaitiano, di ruolo attaccante.

## Carriera

### Club
Ha giocato dal 2001 al 2017 con l'Al-Arabi. Nel 2017 ha annunciato il ritiro al termine della stagione 2016-2017.

### Nazionale
Ha debuttato in Nazionale il 30 marzo 2005, in Kuwait-Arabia Saudita (0-0). Ha messo a segno la sua prima rete con la maglia della Nazionale il 10 gennaio 2009, in Iraq-Kuwait (1-1), in cui ha siglato la rete del momentaneo 0-1. Ha partecipato, con la Nazionale, alla Coppa d'Asia 2011. Ha collezionato in totale, con la maglia della Nazionale, 28 presenze e 3 reti.